# Tomoderus fasciatipennis
Tomoderus fasciatipennis is een keversoort uit de familie snoerhalskevers (Anthicidae). De wetenschappelijke naam van de soort is voor het eerst geldig gepubliceerd in 1942 door Pic.